# Calverstown
Calverstown (en irlandais, Baile an Chalbhaigh) est un petit village du comté de Kildare, en Irlande.
La localité se trouve à 6 km au sud de la ville de Kilcullen et environ 16 km à la fois d'Athy, Kildare, Naas et Newbridge. Le village est constitué d'un habitat ancien, à proximité des sites archéologiques de Dún Ailinne et Old Kilcullen. Deux cours d'eau le traversent dans leur course vers le sud. Le recensement de 2016 a compté 699 habitants.

## Histoire

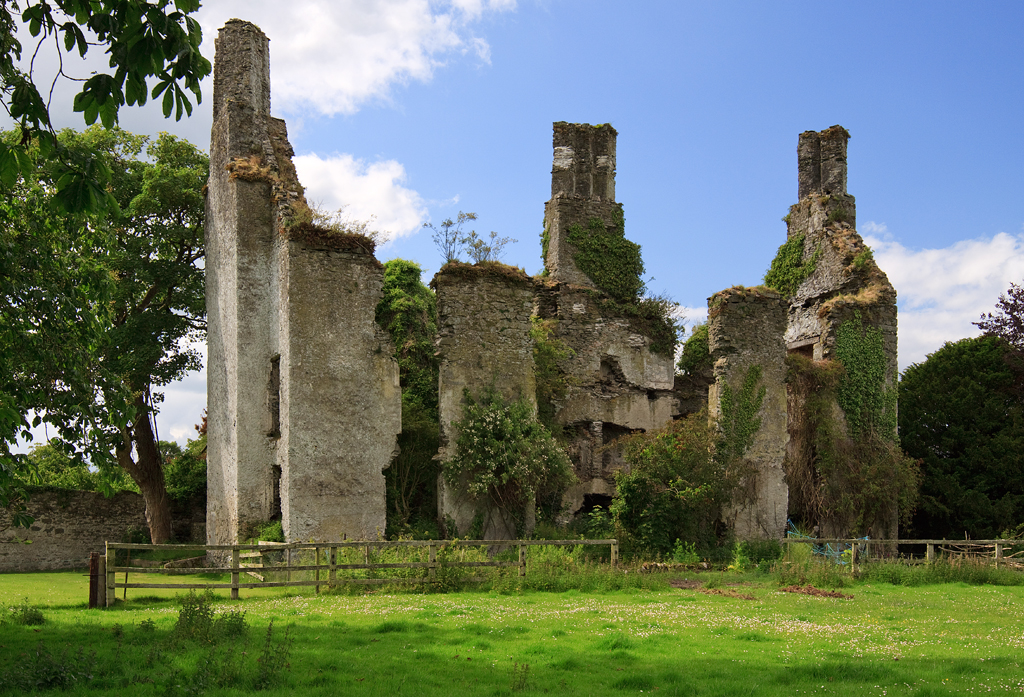
Les ruines du château, une demeure seigneuriale du XVIIe siècle, avec un donjon plus ancien.

Calverstown existe en tant que lieu nommé depuis le début de la période médiévale. Une première référence aux terres décrites comme "Terra Philippi Vituli" (Latin pour "terres de Philip of Calves") fournit une confirmation non vérifiée sous la forme d'un écrit de l'Ordre des Hospitaliers de Kilmainham énumérant leurs possessions au Pape Innocent III en 1212. Le nom irlandais  Baile an Chalbhaigh  a été historiquement anglicisé en  Ballinchalwey, Ballinchallowe  et  Ballinchalloe 
Dans une note de l'évêque Richard de Ledrede du Procès de sorcellerie Kyteler, Wright (1843, p.56-7), il est écrit que Walter le Veele, ou Calf, de Calfstown était chancelier de la cathédrale de Kildare et fut nommé évêque de Kildare en 1299. Il acheta le manoir de Norragh, dans lequel se trouve Calverstown, à Geoffrey de Norragh avant sa mort, en 1332. La baronnie fut héritée par son neveu John Calf. Il la passa à son fils Sir Robert Calf et à sa fille Elizabeth Calf qui épousa William Wellesley de Baronsrath ; les héritiers détinrent la baronnie par la suite. Le nom de la ville semble être dérivé du nom anglicisé de la famille le Veele.
Le village est explicitement mentionné dans une Location de Gerald, comte de Kildare, commencée en 1518-1519 comme "In baronia de Norragh. Item, in the barone of the Norragh & may be distraynet at Calfiston : 6 £" (MacNiocaill 1992, 291) ; et dans les étendues des possessions monastiques irlandaises, 1540-1541. Dans le premier, le nom est orthographié Calfiston, dans le second, Calveston.
L'enquête civile de 1656 a noté qu'en 1641 Calverstown couvrait 760 acres de terres, avait un château et une carrière de pierre et était détenue par Sir Robert Dixon (Simington 1952, 98) La famille Dixon a détenu le domaine jusqu'en 1730 environ, date à laquelle il est passé par héritage aux Borrowes Baronnets.
La population, le tracé des rues et l'occupation du sol ont peu changé au cours des deux derniers siècles et demi. Une carte de 1752 montre une disposition très similaire à celle d'aujourd'hui. L'environnement naturel reflète la prédominance de terres agricoles clôturées bien établies.[réf. nécessaire]
Les ruines du château de Calverstown (un manoir du début du XVIIe siècle incorporant un donjon antérieur) sont situées au sud du village dans le domaine du manoir de Calverstown plus tardif (XVIIIe siècle).

### Batailles à Ballyshannon et Kilrush
Deux batailles ont eu lieu à proximité. En 738, lors de la bataille d'Uchbad (Ballyshannon, référence de grille N78830), Aed Allin vainquit les Laigin et établit l'hégémonie de Kildare sur la royauté de Leinster qui durera près de 300 ans.
En 1642, James Butler, comte d'Ormond a vaincu son deuxième cousin Richard Butler, 3e vicomte Mountgarret, Lord Mountgarrett, sur les hauteurs de Kilrush et Bullhill. Cette victoire fut considérée comme si importante que la Chambre des communes anglaise lui vota 500 £ pour l'achat d'un bijou et demanda au roi de le créer chevalier de la jarretière.
Le site est depuis lors connu sous le nom de Battlemount (Grid reference S 77276).
Guillaume le Maréchal (ou William Marshall), duc de Pembroke et gendre du comte de Pembroke, Strongbow, fonda l'abbaye augustinienne de Kilrush au début du XIIIe siècle qui subsista jusqu'à la Dissolution des monastères dans les années 1540.

### Naissance de la course automobile

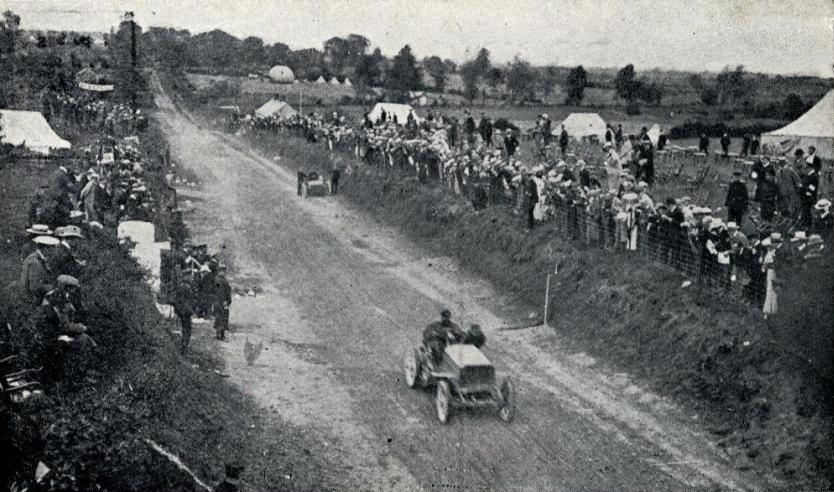
1903, Gordon Bennett Trophy. René de Knyff, à la deuxième place avec sa Panhard, dépasse Alexander Winton réparant sa Winton Bullet 2, au premier tour.

Le 2 juillet 1903, la Coupe automobile Gordon Bennett débuta au carrefour de Ballyshannon à 1,6 km du centre de Calverstown. Il s'agissait de la première course automobile internationale organisée en Grande-Bretagne. Le Royal Automobile Club voulait que la course soit organisée dans les îles britanniques et l'Irlande a été suggérée car la course était illégale sur les routes publiques britanniques. Après quelques pressions, plusieurs lois locales ont été ajustées et Kildare a été choisi - au moins en partie parce que la rectitude des routes était considérée comme un avantage pour la sécurité. En honneur de l'Irlande, l'équipe britannique a choisi de courir avec les couleurs irlandaises Shamrock green qui sont ainsi devenues réputées sous le nom de British Racing Green,,,. Le parcours consistait en plusieurs boucles d'un circuit passant par Kilcullen, Kildare, Monasterevin, Stradbally, Athy, Castledermot et Carlow. La course a commencé au carrefour de Ballyshannon (53° 05′ 07″ N, 6° 49′ 12″ O) près de Calverstown sur la N78 contemporaine. La course de 328 milles (528 km) a finalement été remportée par le coureur belge Camille Jenatzy, au volant d'une Mercedes,.

## Personnalités locales
- Veronica Burns (1914 – 1998), conservatrice de musée, née à Calverstown ;
- Robert Dixon (1685-1732), avocat, juge et homme politique ;
- Ruby Walsh (1979-), jockey national de courses d'obstacles, vit à Calverstown avec sa famille. [réf. nécessaire]